# 박진우 (야구인)
박진우(朴晋佑, 1990년 2월 12일 ~ )는 전 KBO 리그 NC 다이노스의 투수이자, 현 KBO 리그 SSG 랜더스의 스카우트이다.

## 선수 시절

### NC 다이노스시절
2013년에 육성선수로 입단했다.

#### 2015년 시즌
5월 31일 KIA 타이거즈와의 경기에서 구원 등판하며 데뷔 첫 경기를 치렀고, 경기에서 3이닝 2피안타, 1탈삼진, 1볼넷으로 호투하며 데뷔 첫 경기에서 첫 승을 기록했다.

### 두산 베어스시절
2016년 KBO 리그 2차 드래프트를 통해 이적했다.

### 경찰 야구단시절
2017년에 입단하였다.

### NC 다이노스복귀
2018년 KBO 리그 2차 드래프트를 통해 복귀하였다. 복무 중 지명돼 전역 후 활동하기 시작했다.

#### 2019년 시즌
선발과 불펜을 가리지 않고 활약했다. 시즌 140.2이닝 3점대 평균자책점, 92탈삼진, 9승 7패, 5홀드를 기록했다. 이동욱 감독은 "가장 MVP로 꼽고 싶은 선수"라며 칭찬했다.

#### 2020년 시즌
시즌 43경기에 등판해 2승 2패, 7홀드, 5점대 평균자책점을 기록했다.

#### 2021년 시즌
시즌 9경기에 등판해 1홀드, 1점대 평균자책점을 기록했다. 2021년 11월에 방출됐다.

## 야구선수 은퇴 후
2022년부터 SSG 랜더스의 스카우트로 활동한다.

## 출신 학교
- 남부민초등학교
- 대신중학교
- 부경고등학교
- 건국대학교

## 통산 기록
| 연도 | 팀명  | 평균자책점 | 경기 | 완투 | 완봉 | 승 | 패 | 세 | 홀 | 승률  | 타자 | 이닝  | 피안타 | 피홈런 | 볼넷 | 사구 | 탈삼진 | 실점 | 자책점 |
| ---- | ----- | ---------- | ---- | ---- | ---- | -- | -- | -- | -- | ----- | ---- | ----- | ------ | ------ | ---- | ---- | ------ | ---- | ------ |
| 2015 | NC    | 3.14       | 11   | 0    | 0    | 1  | 1  | 0  | 0  | 0.500 | 62   | 14.1  | 19     | 1      | 2    | 1    | 8      | 5    | 5      |
| 2018 | NC    | 3.66       | 11   | 0    | 0    | 1  | 0  | 0  | 1  | 1.000 | 80   | 19.2  | 18     | 2      | 5    | 2    | 15     | 8    | 8      |
| 2019 | NC    | 3.14       | 41   | 0    | 0    | 9  | 7  | 0  | 5  | 0.563 | 590  | 140.2 | 137    | 9      | 29   | 19   | 92     | 53   | 49     |
| 2020 | NC    | 5.23       | 43   | 0    | 0    | 2  | 2  | 0  | 7  | 0.500 | 194  | 43    | 47     | 2      | 13   | 6    | 22     | 29   | 25     |
| 2021 | NC    | 1.64       | 9    | 0    | 0    | 0  | 0  | 0  | 1  | -     | 44   | 11    | 6      | 0      | 5    | 1    | 12     | 2    | 2      |
| 통산 | 5시즌 | 3.50       | 115  | 0    | 0    | 13 | 10 | 0  | 14 | 0.565 | 970  | 228.2 | 221    | 14     | 54   | 29   | 149    | 97   | 89     |